# Amanda Dudamel
Amanda Dudamel Newman (Mèrida, 19 d'octubre de 1999) és una model veneçolana, guanyadora de Miss Veneçuela 2021. Va representar Veneçuela al concurs Miss Univers 2022.

## Biografia
Dudamel va néixer a Mèrida. És filla de l'exfutbolista veneçolà Rafael Dudamel, nascut a San Felipe, i Nahir Newman Torres, una immobiliària veneçolana, nascuda a Mèrida a Veneçuela.
Al final de Miss Veneçuela 2021 celebrada el 28 d'octubre de 2021, Dudamel va ser coronada Miss Veneçuela 2021. Dudamel és la tercera Miss Veneçuela de l'estat de Mèrida, juntament amb Ana Griselda Vegas Miss Veneçuela 1961 i Stefanía Fernández Miss Veneçuela 2008 i Miss Univers 2009. Va representar Veneçuela a Miss Univers 2022.